# نسيم حميد
نسيم حميد ويعرف أيضاً بالأمير نسيم (12 فبراير 1974)، هو ملاكم بريطاني محترف سابق من أصول يمنية من أب وأم يمنيين تعود أصولهم إلى قرية ملاح في مديرية العرش محافظة البيضاء. تنافس في الفترة من 1992 إلى 2002. حصل على عدة بطولات عالمية في وزن الريشة، حمل لقب بطل منظمة الملاكمة العالمية من 1995 إلى 2000؛ وبطل الاتحاد الدولي للملاكمة في عام 1997؛ وبطل المجلس العالمي للملاكمة من 1999 إلى 2000. كما حمل عدة ألقاب أخرى من 1998 إلى 2001؛ وبطل منظمة الملاكمة الدولية [الإنجليزية] من 2002 إلى 2003؛ وحصل على لقب وزن البانتام الأوربي من 1994 إلى 1995. صنف موقع بوكس ريك حميد أعظمَ ملاكم بريطاني في وزن الريشة على الإطلاق، وتقديرًا لإنجازاته كُرِّم ومُنح عضوية في قاعة مشاهير الملاكمة الدولية عام 2015.

## حياته

### النشأة
ولد نسيم حميد كشميم في شفيلد، يوركشاير، إنجلترا لأب يمني وأم يمنية في عام 1974. تدرب تحت إشراف الملاكم الإيرلندي بريندان انجل وبرزت موهبته الاستثنائية في الملاكمة بعمر مبكر.

### مسيرته الرياضية
في 1992 كانت أول مباراة احترافية لنسيم وبالتحديد في 14 أبريل في مباراة مع ريكي بيرد وانتصر عليه في الجولة الثانية التي ستصبح جولة في مسقط رأس نسيم في بلدة شيفيلد. دافع نسيم عن حزامه لأول مرة 17 أغسطس 1994 ضد أنتونيو بيكاردي.
عادة لا يكتفي نسيم بهزيمة خصومه جسدياً فقط بل نفسياً كذلك بواسطة كلامه داخل المباراة ورقصه بعيداً عن لكمات خصمه خلال المباراة، بدأت المباراة بتحصين نسيم المناطق التي بالكاد بستطيع خصمه الوصول إليها حتى يفقد الخصم تركيزه تماماً ويصبح كالمجنون الذي يقذف اللكمات في الفضاء الفسيح، مما مكن نسيم من تسديد لكمه طرحت خصمه أرضاً ليفوز نسيم بأول مباراته الاحترافية، بعد هذه المباراة لعب نسيم في 10 مباريات.
في 1 مايو 1994، قابل نسيم التحدى الأول له مع فينسينزو بيل كاسترو على بطولة أوروبا لوزن الديك، طبعاً فاز ناز في أحد أطول مبارياته بالنقاط (120-117، 120- 109، 119- 110).
في مسقط رأس نسيم في بلدة شيفيلد، دافع نسيم عن حزامه لأول مرة 17 أغسطس 1994 ضد أنتونيو بيكاردي، الذي أسقطه نسيم أرضاً مرتين قبل أن يبيقيه عليها في المرة الثالثة في الجولة الثانية بعد أقل من شهرين، لعب نسيم مباراته التالية بعد أقل من شهرين في 13 أكتوبر على اللقب الشاغر للمجلس العالمي للملاكمة (دبليو بي سي) لوزن الديك ضد فريدي كروز الذي لم يوقفه أحد خلال مبارياته 56 الماضية، مما جعله يرتكب غلطة فادحة بتسميته للبرنس نسيم بـ (الولد الصغير) مما جعل نسيم ينزل جام سخطه عليه في مباراة ساخنة أنتهت بإيقاف الحكم للمباراة في الجولة السادسة ليعلن نسيم بطلا للأتحاد لـ (عدم التكافؤ) حيث كان كروز متراجعا ومدافعا طيلة المباراة مما سبب له الكثير من الكدمات الخطيرة.
وفي آخر مباراة لنسيم عام 94 لعب ناز ضد ليوناردو راميراز، نسيم تنبأ ووعد الجماهير أنه سيفوز في الجولة الثالثة، وبالفعل كان بأمكانه أن يفوز قبل الجولة الثالثة لكنه تمهل حتى الجولة الثالثة حين أرسل خصمه للمستشفى، أول مباريات نسيم عام 95 كانت ضد ارماندو كاسترو في مدينة جلاسكو، حين أسقطه في الجولة الرابعة ظن نسيم أنه قد فاز ونَفَّذَ عدة حركات بهلوانية وشقلبة كعادته لكن ارماندو قام مرة أخرى لينال المزيد من اللكمات ووافق الحكم لكنه لم يستمر طويلاً حتى أوقف المباراة مرة أخرى في نفس الجولة الرابعة.
التالي في القائمة هو سيرجيو ليياندو في 4 مارس 95، التي فاز فيها ناز في الجولة الثانية في وقت كان يجب على الحكم أن يوقف المباراة في وقت سابق مما سبب الكثير من الأصابات لسيرجيو، التالي هو أنريكي أنجليس الذي لم يستطع أن يقف حتى الجولة التالية حتى أصبح طريحا على الأرض ضحية أخرى للكمات ناز.
في 1 يوليو أرتكب جوين بولو بيريز نفس غلطة فريدي كروز بتسمية نسيم بـ (الولد)، فوجد نفسه مثل كروز مطروحا على الأرض في الجولة الثانية (الزعاطة لا تفيد)، لا يستطيع أحد أن يهين نسيم ويهرب سليما بعد ذلك..
بعد ذلك وفي أحد أكثر المباريات أثارة وتحدي لنسيم عندما لعب على لقب منظمة الملاكمة العالمية (دبليو بي أو) لوزن الريشة مع أنه كان يلعب في وزن أخف من ذلك (وزن الديك) إلا أنه أصبح بطريقة ما المتحدي الأول لبطل الأتحاد ستيف روبينسون من ويلز، في 30 سيبتمبير في بلدة كارديف وأمام جمهور ثائر ومتعطش وعنصري ضد نسيم منتظرين روبينسون لكي يأتي وينهي مسيرة نسيم المظفرة بدون هزائم حتى ذلك الوقت، لكن روبينسون سقط لأول مرة في الجولة الخامسة من المباراة قبل أن يرسل إلى المستشفى في الجولة الثامنة بعد أيقاف الحكم المباراة، في ذلك الوقت الأمير البرنس نسيم حميد أصبح ملكا على عرش الملاكمة
أول مباريات نسيم في عام 96 كانت في 26 مارس ضد (سيد لأول) وكانت مدة المباراة 35 ثانية فقط اذ أن المباراة بأكملها كانت عبارة عن ثلاث لكمات جميعها من نسيم، وكانت كافية لأسقاط خصمه. مباراة نسيم التالية كانت في 8 يونيو ضد دانييل إلياس كأصغر متحدي لنسيم عمره 23 ونسيم عمره 22 لكنهم كليهما لم يهزما من قبل، في الجولة حظي دانييل بشرف عظيم وهو أسقاط نسيم على الحلبة لأول مرة صحيح أنه لم يكن هو السبب بل أن نسيم تعرقل برجله وهو يرقص أمام دانييل مما أعطى دانييل الفرصة ليعطي نسيم لكمة خفيفة كانت كفيلة بأسقاطه بدون أدنى تأثير عليه، طبعا قام نسيم فور سقوطه بدون عد لكنه ثأر لسقطته البسيطة عندما رمى دانييل في الجولة الثانية مرتين على الحبال ثم أسقطه أرضا منهيا المباراة
ناز لعب مباراة أخرى أخيرة عام 99 ضد حامل لقب المجلس العالمي للملاكمة (دبليو بي سي) سيزار سوتو، التي أعتقد الكثير أنها ستكون أكثر مباريات نسيم خشونة، المباراة كانت ستقام في الولايات المتحدة في 22 أكتوبر، وكانت الإعلانات عنها كثيرة لكنها كانت الأسوأ لنسيم حيث سيزار قد قرر سابقا أن يلعب بطريقة غير سيئة وغير قانونية، بدأ نسيم المباراة مرحا كعادته مرتديا شورته الجديد، وكانت المباراة جيدة وظهر في الجولة الثالثة أن المباراة ستطول، لكن في الجولة الرابعة خصمت من نسيم نقطة لأسباب غير مفهومة وكذلك في الجولة السادسة بسبب دفعه لسوتو على الحبال، وخُصم على سوتو نقطة أخيرًا في الجولة الثامنة بعد أن قام بعدد من المخالفات، أرتاح نسيم بعد هذه الجولة لأنه بدأ بإصابة سوتو وبدأت الدماء تظهر على وجهه، وبعد الجولة التاسعة قال نسيم للمدرب في زاويته أنه قد كسر أنف سوتو، وفي الجولة العاشرة أنذر نسيم مرة أخرى من الحكم لكنه هذه المرة قد أصيب تحت عينه، وفي الجولة الـ 12 أطاح نسيم بلكمة يساريه رائعة على وجه سوتو طرحته أرضا لكنه تعلق بنسيم ليسقطه معه، سوتو بدأ المباراة جيدا لكن ظهر الآن أنه تافه من بعد الجولة الثالثة، ظهر أن خطته هي التمسك بنسيم والمصارعة بغباء، مما جعله يفسد كان يفترض أن تكون جيدة، في النهاية انتهت المباراة بمجموع النقاط التي كانت لمصلحة نسيم مع أنه خُصم نقطتان منه وهكذا ضم اللقب الجديد إلى بقية ألقابه.

## اعتزاله الملاكمة
أُعلن أن نسيم سيواجه جونيور جونز في 11 مارس 2000، على الرغم من أن البعض أشار إلى أن مستوى جونز كان في تراجع، خاصة أنه واجه صعوبة كبيرة في الفوز بآخر مباراتين له. ومع ذلك، يمتلك جونز سجلًا حافلًا بالإنجازات التي تمنحه الخبرة والمهارة لتقديم مباراة جيدة.
لكن جونز رفض العرض، معللًا ذلك بأنه يستحق مبلغًا ماليًا أكبر مما عُرض عليه. فاز نسيم في هذه المباراة في الجولة العاشرة، وكانت هذه المباراة الأخيرة له قبل مواجهته للملاكم بريرا، التي هُزم فيها في الجولة الثانية عشرة.

## مبارياته
| النتيجة                               | السجل | الخصم                | النوع          | في الجولة     | التاريخ                             | المكان                                                                  | ملاحظة                                                       |
| ------------------------------------- | ----- | -------------------- | -------------- | ------------- | ----------------------------------- | ----------------------------------------------------------------------- | ------------------------------------------------------------ |
| 36إنتصار (31بالضربة القاضية)، 1 خسارة |       |                      |                |               |                                     |                                                                         |                                                              |
| انتصار                                | 36-1  | مانويل كافو          | قرار بالإجماع  | 12            | 2002-05-18                          | لندن ارينا، مناطق الإرساء، لندن                                         | .                                                            |
| خسارة                                 | 35-1  | ماركو أنطونيو باريرا | قرار بالإجماع  | 12            | 2001-04-07                          | إم جي إم جراند جاردن أرينا، بارادايس، نيفادا                            | خسر اللقب لقب وزن الريشة.                                    |
| انتصار                                | 35-0  | أوجي سانشيز          | الضربة القاضية | 4 (12), 2:34  | 2000-08-19                          | كازينو منتجع فوكسوودز، Mashantucket، كونيتيكت                           | حافظ على اللقب/WBO لقب وزن الريشة.                           |
| انتصار                                | 34-0  | Vuyani Bungu         | الضربة القاضية | 4 (12), 1:38  | 2000-03-11                          | Olympia، كنزينغتون، لندن                                                | حافظ على اللقب/WBO لقب وزن الريشة.                           |
| انتصار                                | 33-0  | سيزار سوتو           | قرار بالإجماع  | 12            | 1999-10-22                          | Joe Louis Arena، ديترويت، ميشيغان                                       | حافظ على اللقب/WBO لقب وزن الريشة. فاز ب WBC لقب وزن الريشة. |
| انتصار                                | 32-0  | بول إنغل             | الضربة القاضية | 11 (12), 0:45 | 1999-04-10                          | مانشستر أرينا، مانشستر                                                  | حافظ على اللقب/WBO لقب وزن الريشة.                           |
| انتصار                                | 31-0  | واين مكولوغ          | قرار بالإجماع  | 12            | 1998-10-31                          | Atlantic City Convention Center، اتلانتيك سيتي، نيوجيرسي                | حافظ على اللقب/WBO لقب وزن الريشة.                           |
| انتصار                                | 30-0  | ويلفريدو فاسكيز      | الضربة القاضية | 7 (12), 2:29  | 1998-04-18                          | مانشستر أرينا، مانشستر                                                  | حافظ على WBO لقب وزن الريشة. فاز ب اللقب لقب وزن الريشة.     |
| انتصار                                | 29-0  | كيفن كيلي (ملاكم)    | الضربة القاضية | 4 (12), 2:27  | 1997-12-19                          | ماديسون سكوير جاردن، نيويورك، نيويورك (ولاية)                           | حافظ على WBO لقب وزن الريشة.                                 |
| انتصار                                | 28-0  | Jose Badillo         | الضربة القاضية | 7 (12), 1:37  | 1997-10-11                          | Sheffield Arena، شفيلد، يوركشاير                                        | حافظ على WBO لقب وزن الريشة.                                 |
| انتصار                                | 27-0  | Juan Gerardo Cabrera | الضربة القاضية | 2 (12), 2:17  | 1997-07-19                          | The Arena, ويمبلي، لندن                                                 | حافظ على WBO/IBF لقب وزن الريشة.                             |
| انتصار                                | 26-0  | بيلي هاردي           | الضربة القاضية | 1 (12), 1:33  | 1997-05-03                          | مانشستر أرينا، مانشستر                                                  | حافظ على WBO/IBF لقب وزن الريشة.                             |
| انتصار                                | 25-0  | توم جونسون (ملاكم)   | الضربة القاضية | 8 (12), 2:27  | 1997-02-08                          | New London Arena, Millwall، لندن                                        | حافظ على WBO لقب وزن الريشة. فاز ب IBF لقب وزن الريشة.       |
| انتصار                                | 24-0  | ريميجيو مولينا       | الضربة القاضية | 2 (12)        | 1996-11-09                          | مانشستر أرينا، مانشستر                                                  | حافظ على WBO لقب وزن الريشة.                                 |
| انتصار                                | 23-0  | مانويل ميدينا        | RTD}}          | 11 (12), 3:00 | 1996-08-31                          | The Point, دبلن                                                         | حافظ على WBO لقب وزن الريشة.                                 |
| انتصار                                | 22-0  | Daniel Alicea        | الضربة القاضية | 2 (12), 2:46  | 1996-06-08                          | يوتيليتا أرينا نيوكاسل، نيوكاسل أبون تاين، تاين ووير                    | حافظ على WBO لقب وزن الريشة.                                 |
| انتصار                                | 21-0  | Said Lawal           | ضربة قاضية     | 1 (12), 0:35  | 1996-03-16                          | مركز المؤتمرات والمعارض الإسكتلندي ‏, غلاسكو                             | حافظ على WBO لقب وزن الريشة.                                 |
| انتصار                                | 20-0  | ستيف روبنسون (ملاكم) | الضربة القاضية | 8 (12), 1:40  | 1995-09-30                          | Cardiff Arms Park، كارديف                                               | فاز ب WBO Ill-WD2\|وزن الريشة\|.                             |
| انتصار                                | 19-0  | Juan Polo Perez      | ضربة قاضية     | 2 (12)        | 1995-07-01                          | قاعة ألبرت الملكية، كنزينغتون، لندن                                     | حافظ على WBC International super bantamweight .              |
| انتصار                                | 18-0  | Enrique Angeles      | ضربة قاضية     | 2 (12)        | 1995-05-06                          | Royal Bath and West Showground، Shepton Mallet، مقاطعة سومرست (إنجلترا) | حافظ على WBC International super bantamweight .              |
| انتصار                                | 17-0  | Sergio Rafael Liendo | ضربة قاضية     | 2 (12)        | 1995-03-04                          | Forum, ليفينغستون                                                       | حافظ على WBC International super bantamweight .              |
| انتصار                                | 16-0  | Armando Castro       | ضربة قاضية     | 4 (12)        | 1995-01-21                          | مركز المؤتمرات والمعارض الإسكتلندي ‏, غلاسكو                             | حافظ على WBC International super bantamweight .              |
| انتصار                                | 15-0  | لوريانو راميريز      | الضربة القاضية | 3 (12)        | 1994-11-19                          | Wales National Ice Rink، كارديف                                         | حافظ على WBC International super bantamweight .              |
| انتصار                                | 14-0  | Freddy Cruz          | الضربة القاضية | 6 (12)        | 1994-10-12                          | Ponds Forge Arena، شفيلد، يوركشاير                                      | وزن البانتام السوبر\|id=Q1048358 .                           |
| انتصار                                | 13-0  | Antonio Picardi      | الضربة القاضية | 3 (12)        | 1994-08-17                          | Hillsborough مركز الترفيه، شفيلد، يوركشاير                              | حافظ على European bantamweight .                             |
| انتصار                                | 12-0  | Vincenzo Belcastro   | قرار بالإجماع  | 12            | 1994-05-11                          | Ponds Forge Arena، شفيلد، يوركشاير                                      | فاز ب أوروبا Ill-WD2\|وزن البانتام\|id=Q948780 .             |
| انتصار                                | 11-0  | John Miceli          | ضربة قاضية     | 1 (6)         | 1994-04-09                          | مركز الترفيه، منسفيلد، نوتنغهام                                         |                                                              |
| انتصار                                | 10-0  | بيتر باكلي (ملاكم)   | الضربة القاضية | 4 (6)         | 1994-01-29                          | Wales National Ice Rink، كارديف                                         |                                                              |
| انتصار                                | 9-0   | Chris Clarkson       | ضربة قاضية     | 2 (6)         | 1993-09-24                          | National Basketball Arena، دبلن                                         |                                                              |
| انتصار                                | 8-0   | Kevin Jenkins        | الضربة القاضية | 3 (6)         | 1993-05-26                          | مركز الترفيه، منسفيلد، نوتنغهامشير                                      |                                                              |
| انتصار                                | 7-0   | Alan Ley             | ضربة قاضية     | 2 (6)         | 1993-02-24                          | Grand Hall, ويمبلي، لندن                                                |                                                              |
| انتصار                                | 6-0   | بيتر باكلي (ملاكم)   | PTS}}          | 6             | 1992-11-12                          | Everton Park Sports Centre, ليفربول، مرزيسايد                           |                                                              |
| انتصار                                | 5-0   | Des Gargano          | ضربة قاضية     | 4 (6)         | Grosvenor House Hotel، مي فير، لندن |                                                                         |                                                              |
| انتصار                                | 3-0   | Andrew Bloomer       | الضربة القاضية | 2 (6)         | 1992-05-23                          | National Exhibition Centre، برمنغهام (إنجلترا)، ويست مدلاندز            |                                                              |
| انتصار                                | 2-0   | شون نورمان           | ضربة قاضية     | 2 (6)         | 1992-04-25                          | G-Mex مركز الترفيه، مانشستر                                             |                                                              |
| انتصار                                | 1-0   | Ricky Beard          | ضربة قاضية     | 2 (6), 2:36   | 1992-04-14                          | مركز ترفيه، منسفيلد، نوتنغهامشير                                        | البداية الإحترافية                                           |

## وصلات خارجية
- نسيم حميد على موقع الموسوعة البريطانية (الإنجليزية)
- نسيم حميد على موقع ميوزك برينز (الإنجليزية)
- نسيم حميد على موقع بوكس ريك (الإنجليزية) (registration required)